# Follansbee
Follansbee é uma cidade localizada no estado norte-americano de Virgínia Ocidental, no Condado de Brooke.

## Demografia
Segundo o censo norte-americano de 2000, a sua população era de 3115 habitantes.
Em 2006, foi estimada uma população de 2919, um decréscimo de 196 (-6.3%).

## Geografia
De acordo com o United States Census Bureau tem uma área de
5,4 km², dos quais 4,6 km² cobertos por terra e 0,8 km² cobertos por água.

## Localidades na vizinhança
O diagrama seguinte representa as localidades num raio de 8 km ao redor de Follansbee.